# تویل تکن
تویل تکن آخرین پنج شنبهٔ ماه (ماله ژیر دوماینه) در گاه‌شمار لکی که معادل ماه (مهر) می‌باشد برابر با عید مردگان است و به آن پنج شنبه تویل تکن می‌گویند.

## نامگذاری
«تویل تکن» از دو کلمه تویل به معنی (نهال، درخت) و تکن به معنی (تکاندن، ریختن) از زبان لکی تشکیل شده است.
تویل تکن یعنی پایان برگ ریزان درختان و شروع زمستان.

## خصوصیات
روز اول ماه (تویل تکن) یا همان ماه (آبان) روز جشن زندگان می‌باشد که در این روز مردم لک قربانی می‌داده و شب آن را به جشن و پایکوبی به سر می‌برده‌اند، از خصوصیات این جشن در قدیم آماده کردن انار و نخود و کشمش و گردو برای پذیرایی از مهمانان بوده است.

## وجه تسمیه
تویل تکن که همراه با خزان درختان و زمین و طبیعت و شروع زمستان می‌باشد تشبیهی به مسئله مرگ آدمی است که مردمان لک به آن همچون خزان درختان در زمستان و رویش دوباره ان در بهار نگریسته‌اند.

## برگزاری مراسمات این روز در گذشته
در روز اول تویل تکن (آبان) ماه یکی از کارهایی که کودکان در این روز انجام می‌داده‌اند این بوده است که دور یکدیگر جمع شده و با در دست گرفتن نهال‌هایی (تویل) در اطراف منازل جمع شده و با کوبیدن تویل‌ها بر روی زمین به صاحب خانه این روز را اطلاع می‌داده‌اند، سپس صاحب خانه نیز برای تشکر از کودکان به آنها خوراکی‌هایی همچون گردو (چون فصل برداشت آن است) و … می‌داده.
در شب تویل تکن مردم جشن و مهمانی برپا می‌کرده و تا صبح این جشن بزرگ ادامه داشته.

## امروزه
با توجه به زندگی شهرنشینی امروزه مراسمات این روز و شب به فراموشی سپرده شده و فقط مراسم رفتن به مزار مردگان در آخرین پنجشنبه مهر قبل از آغاز تویل تکن همچنان پابرجا مانده است.
البته به نظر می‌رسد در گذشتگان بسیار دور روز برگزاری جشن تویل تکن و روز برگزاری مراسم رفتن به مزار مردگان یکسان بوده است و با مرسوم شدن پنجشنبه‌ها به عنوان دیدار با مردگان بعد از اسلام این روز پس و پیش شده است.